# Musée d'Art et d'Archéologie de Laon
 (novembre 2019).
Si vous disposez d'ouvrages ou d'articles de référence ou si vous connaissez des sites web de qualité traitant du thème abordé ici, merci de compléter l'article en donnant les références utiles à sa vérifiabilité et en les liant à la section « Notes et références ».
Le musée d'Art et d'Archéologie de Laon est le principal musée de la ville de Laon.
Créé en 1861, il est installé depuis 1891 dans l'ancienne commanderie des Templiers dont la chapelle date du XIIe siècle. Il est labellisé musée de France. Le musée présente des collections d'archéologie régionale et méditerranéenne ainsi que des collections de beaux-arts.

## Collections

### Beaux-arts
La collection de beaux-arts présente des ensembles de peintures, de mobilier, de sculptures ainsi que de faïences. 
Le département de la peinture, installé au premier étage, présente des œuvres datant du XVe au XIXe siècle des écoles flamande, hollandaise, italienne et française. Outre un rare panneau régional du XVe siècle (vers 1410-1420, parfois attribué à Colart de Laon) et un tableau par l'un des trois frères Le Nain, originaires de Laon, le musée conserve des peintures d'Herri Met de Bles, François Desportes, Francesco Solimena, Michele Marieschi ou encore Hubert Robert.
Le fonds d'art graphique comprend, entre autres, des œuvres de Maurice Quentin de La Tour et d'Eugène Delacroix, ainsi qu'une aquarelle de Pierre Méjanel.

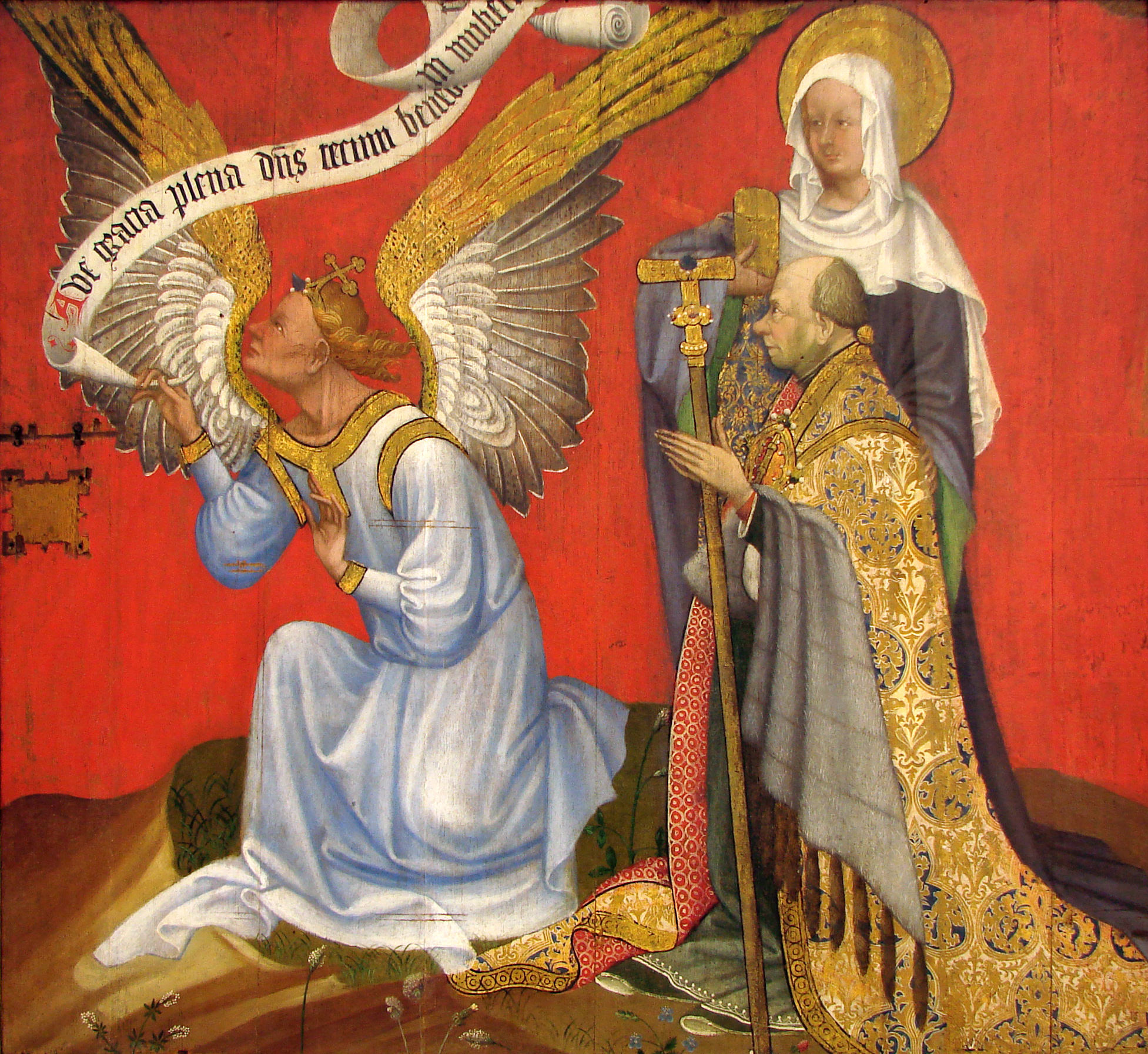
Attribué à Colart de Laon ou au Maître de Rohan, L'Ange au chanoine, vers 1410.
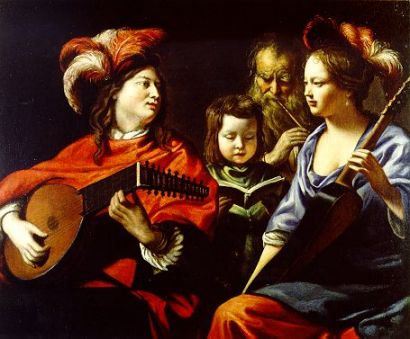
Mathieu Le Nain, Le Concert, seconde moitié du XVIIe siècle.

### Archéologie régionale
Le département propose diverses pièces archéologiques (bijoux, armes, figurines, vaisselle, etc.) de la région de Laon datant la préhistoire, de l'antiquité, du Moyen Âge et de la Renaissance.

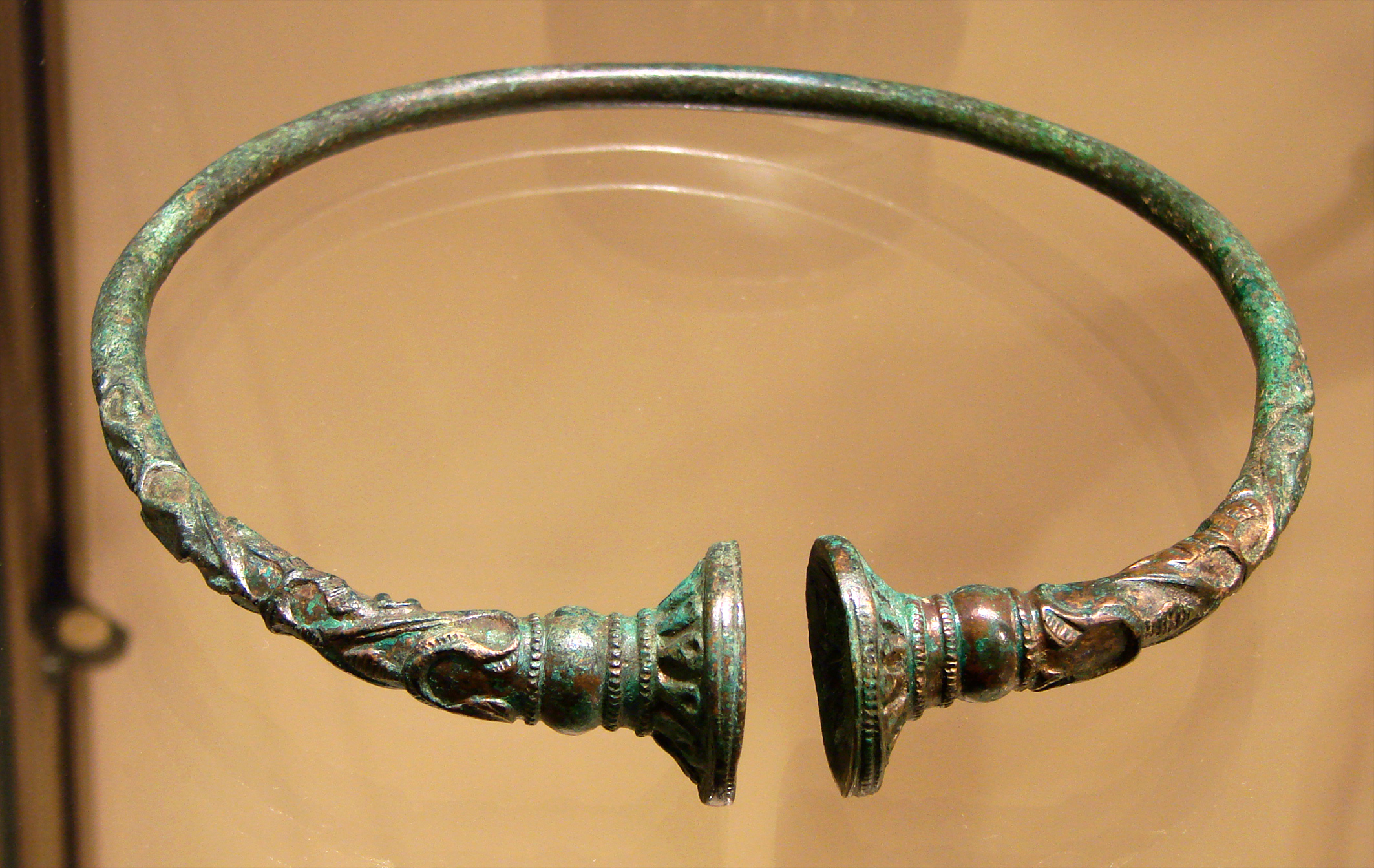
Torque gaulois.
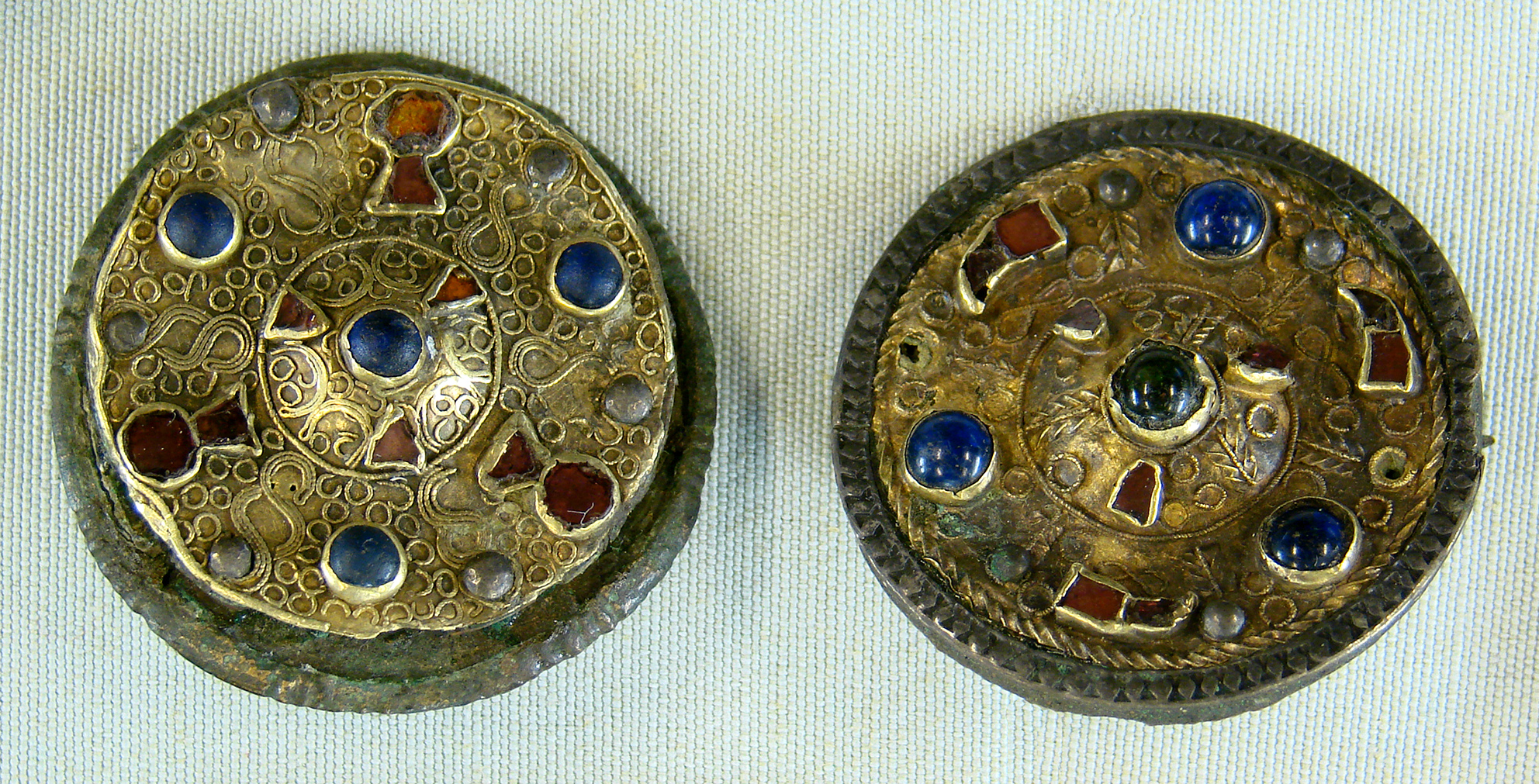
Fibule, VIIe siècle.
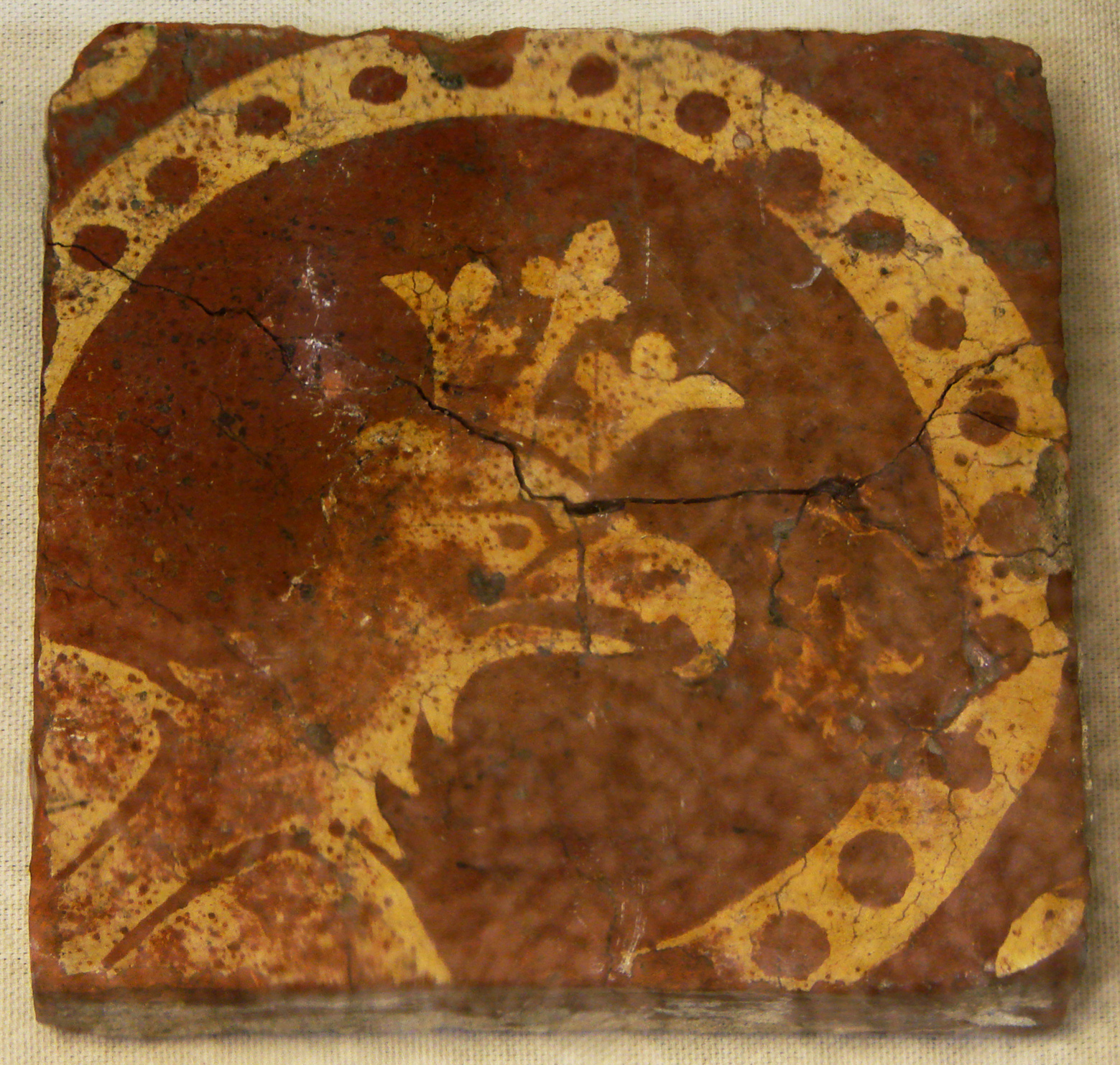
Carreau médiéval estampé de Laon.
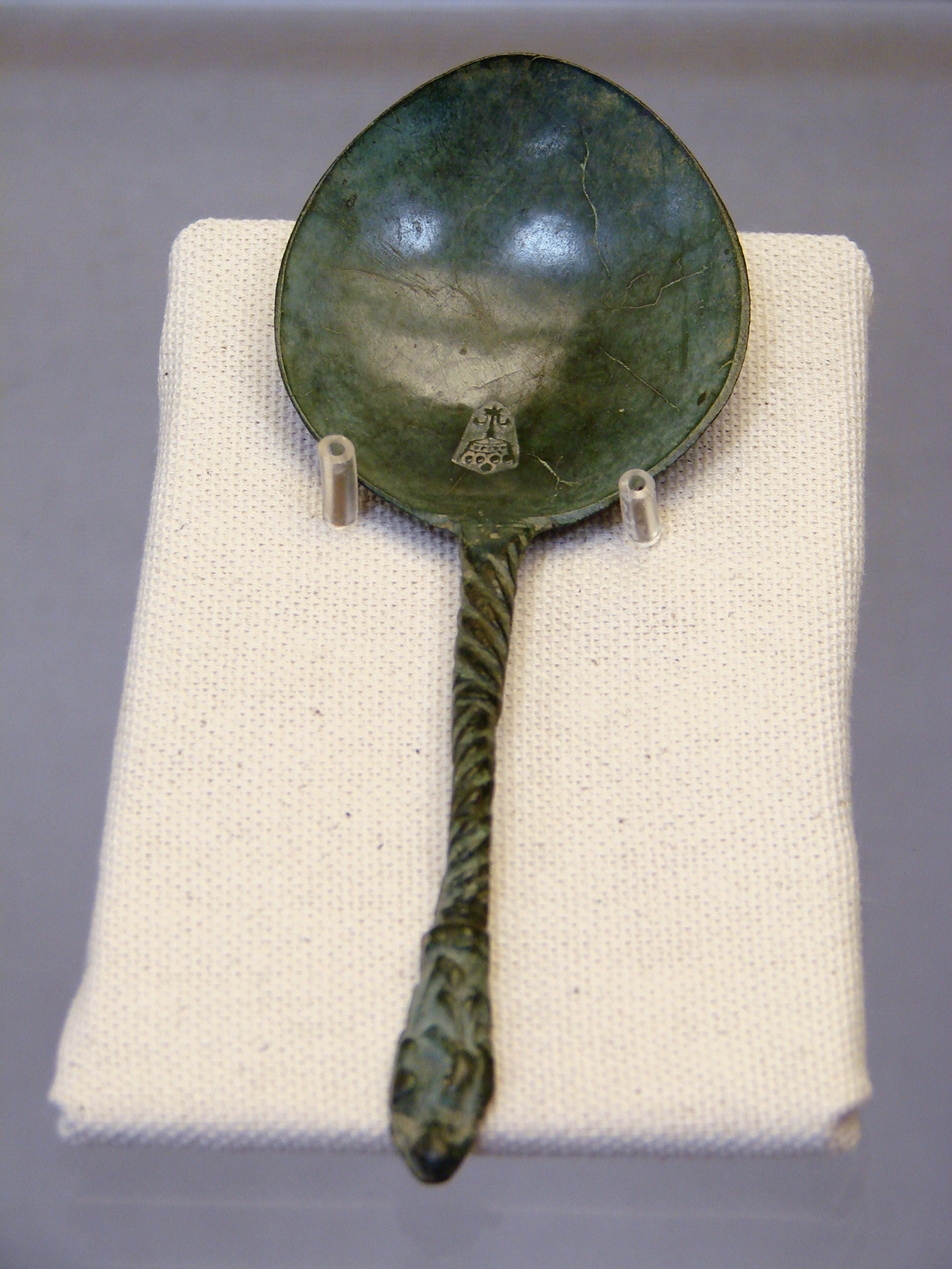
Cuillère médiévale provenant de l'abbaye de Vauclair.
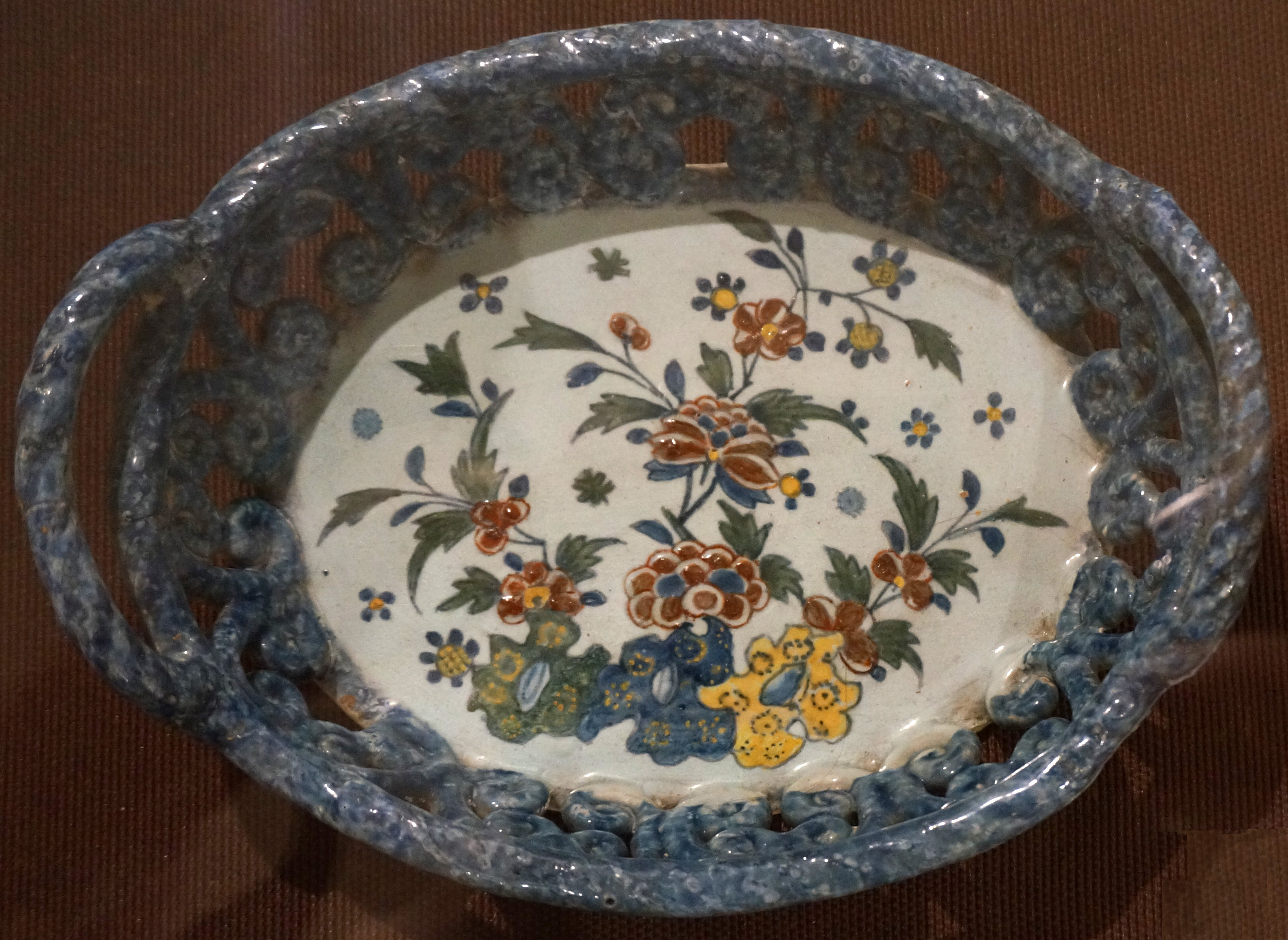
Corbeille en faïence de Sinceny, XVIIIe siècle.

### Archéologie méditerranéenne
Le legs de Paul Marguerite de La Charlonie a permis de constituer une des importante collection d'objets originaires du pourtour méditerranéen allant de l’âge du bronze aux premiers siècles apr. J.-C. La collection grecque conservant environ 1 700 pièces est l'une des plus importantes en France après celle du musée du Louvre. Elle est composée de vases, de figurines en terre cuite, de sculptures en marbre, etc. Les autres antiquités exposées sont romaines, égyptiennes et chypriotes.

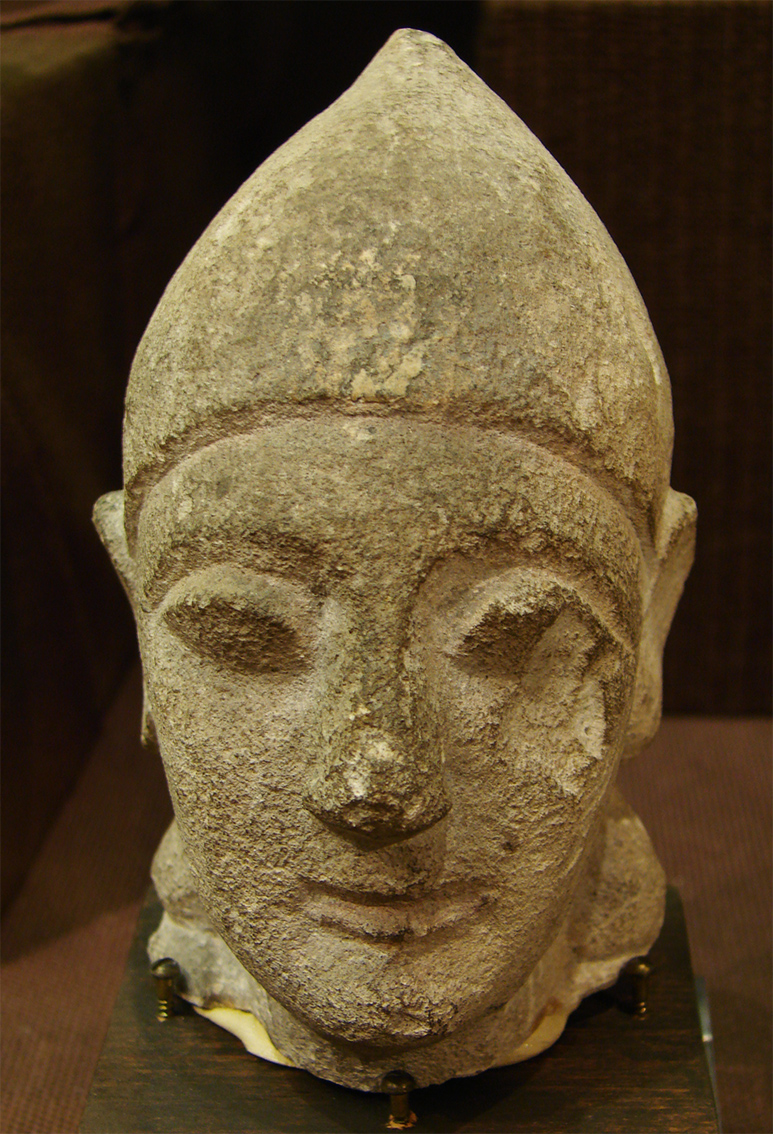
Tête d'homme, Chypre, époque archaïque.
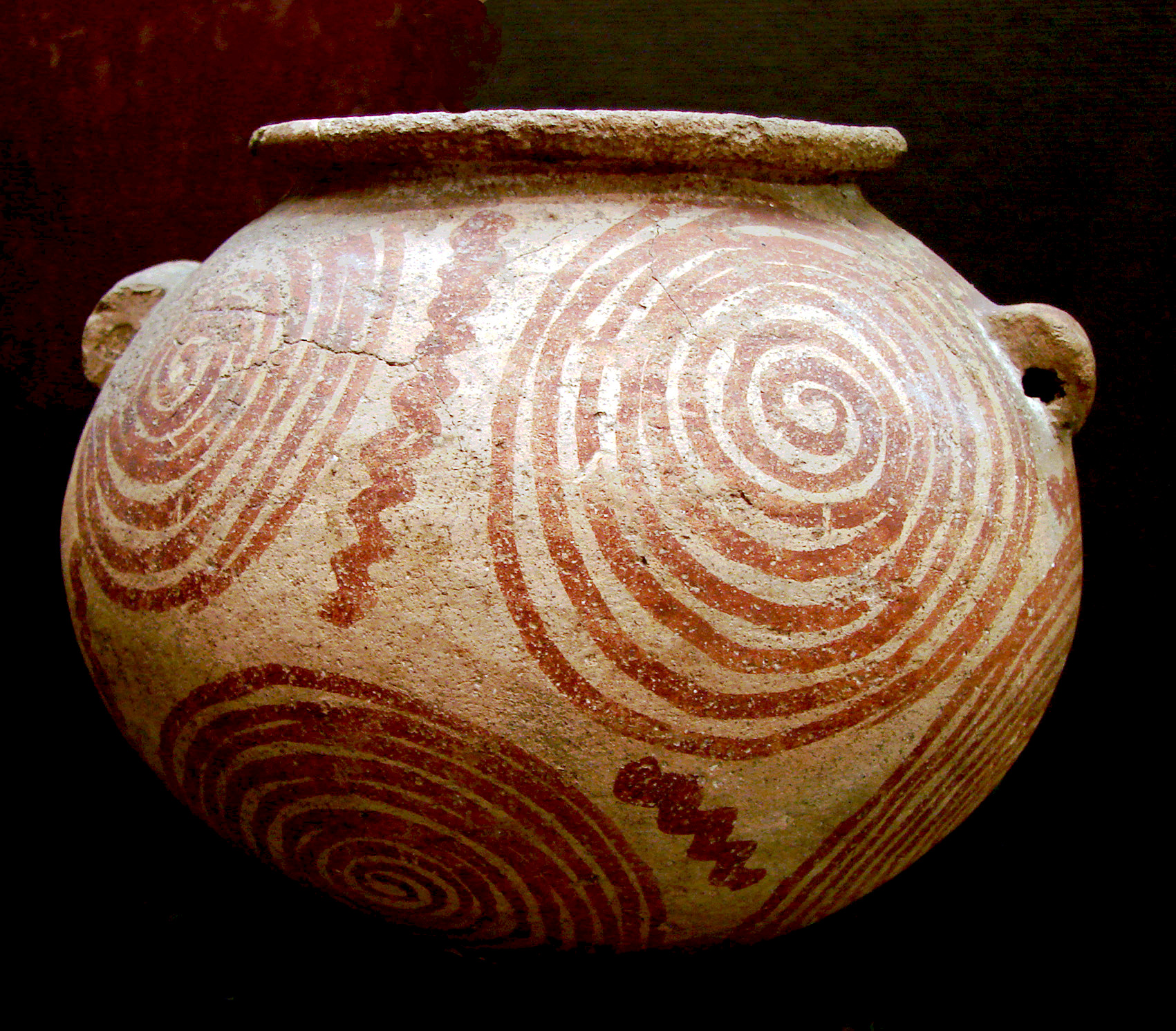
Vase Nagada, Égypte pré-dynastique.
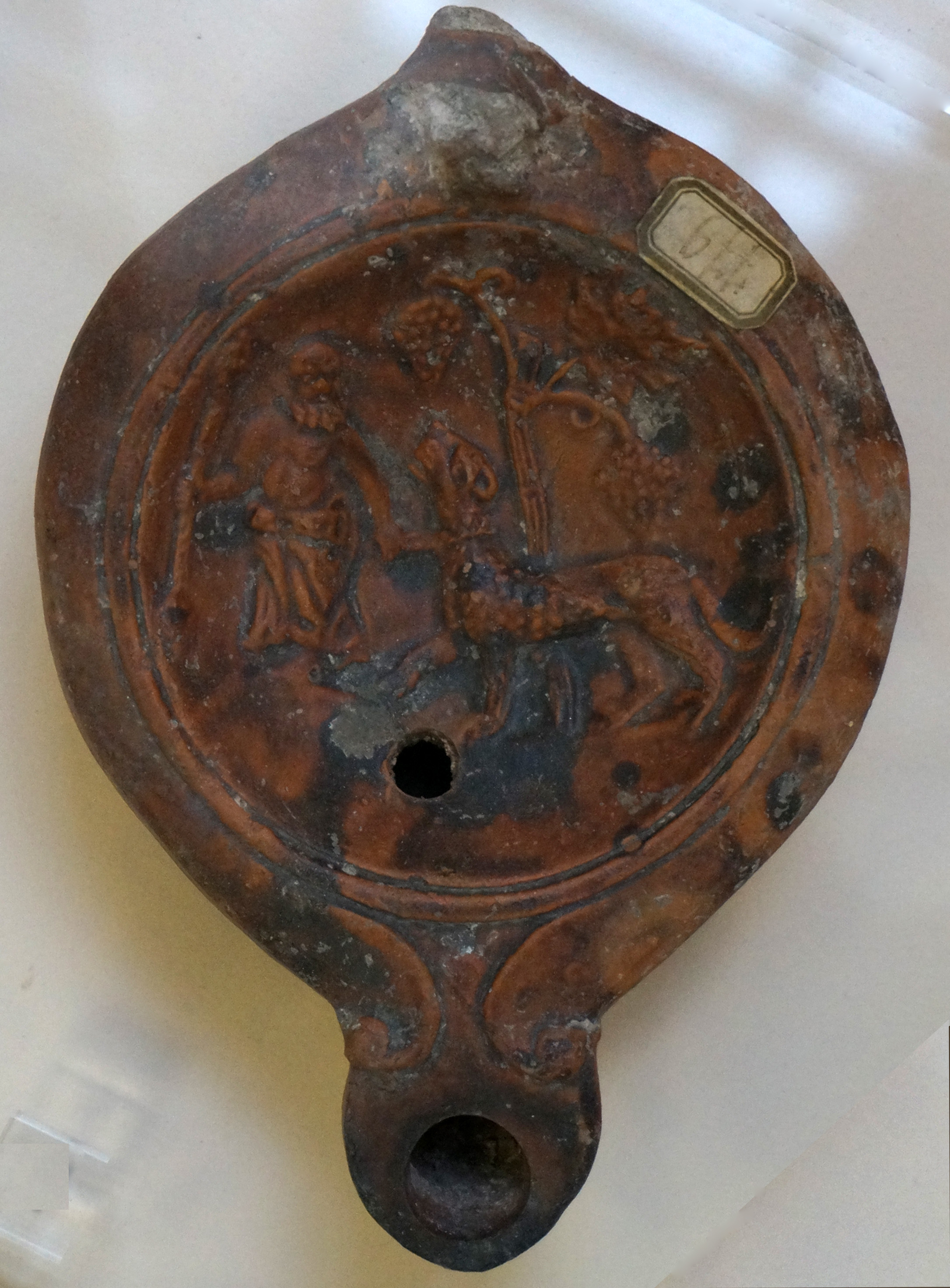
Silène conduisant une panthère, lampe à bec de Grèce de l'est.
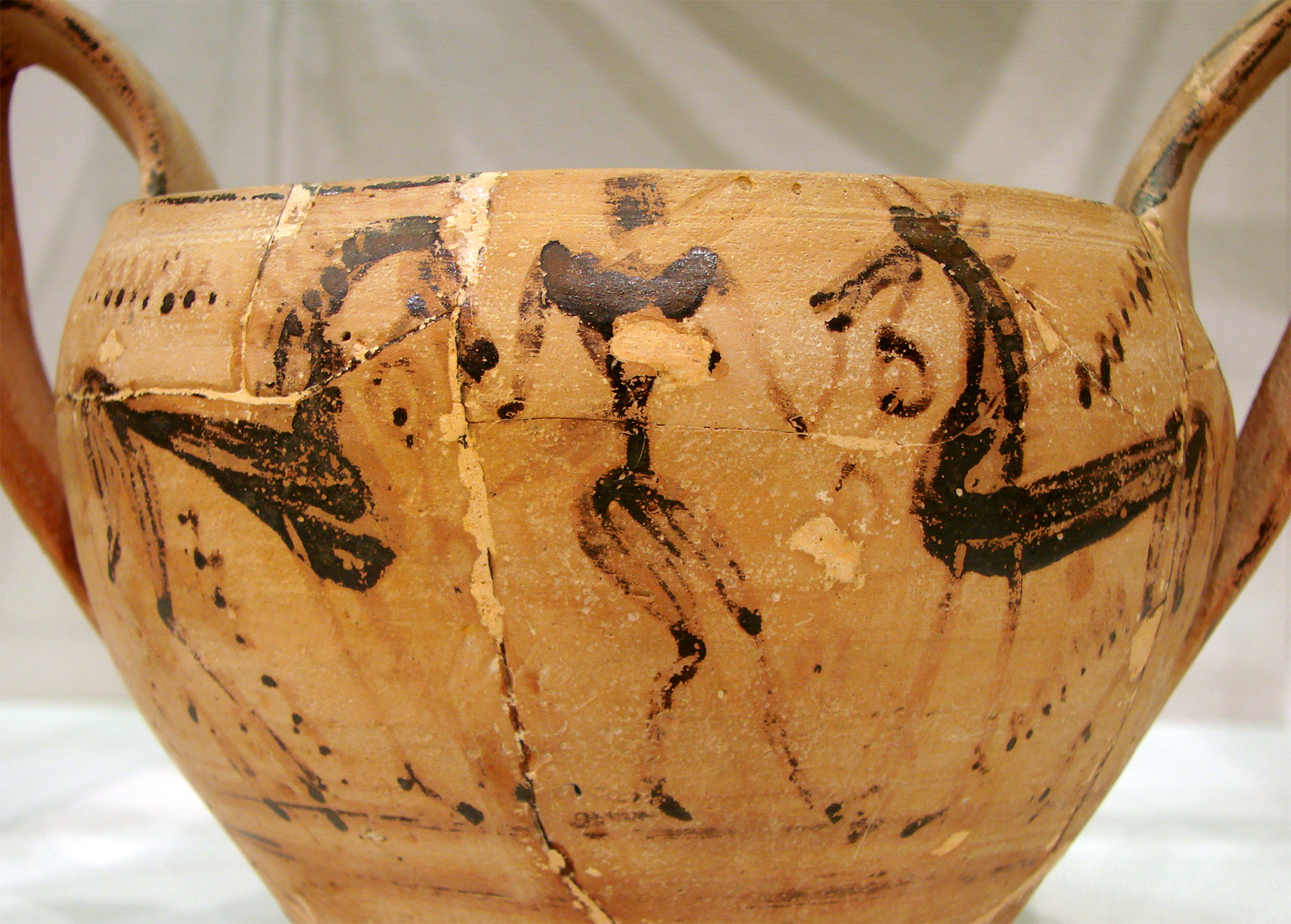
Canthare par le Maître des chevaux, Attique, VIIIe siècle av. J.-C.
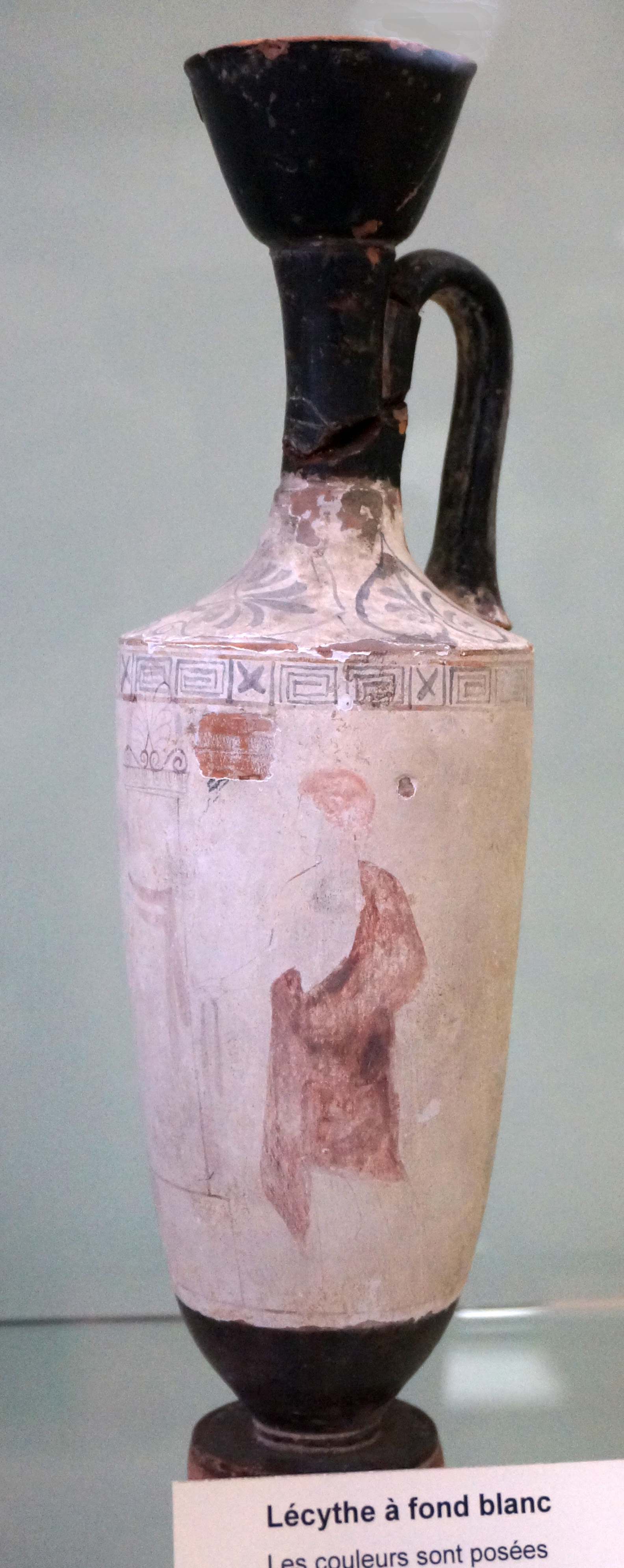
Lécythe à fond blanc, Athènes, IVe siècle av. J.-C.

## La commanderie de Laon
Dans le jardin du musée se trouve la chapelle de l'ancienne commanderie de Laon.

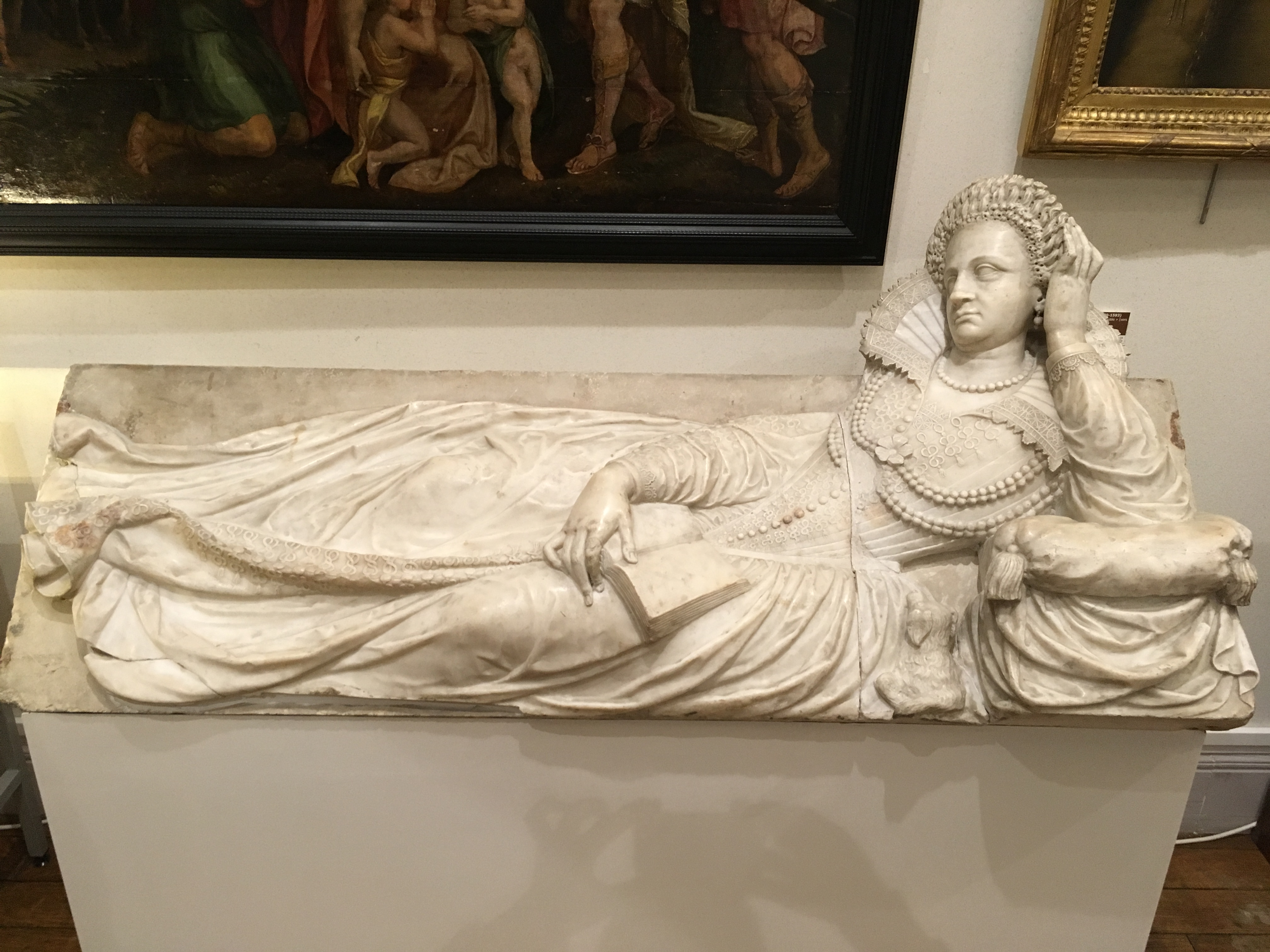
Mathieu Jacquet, Marguerite de Mandelot, vers 1593.
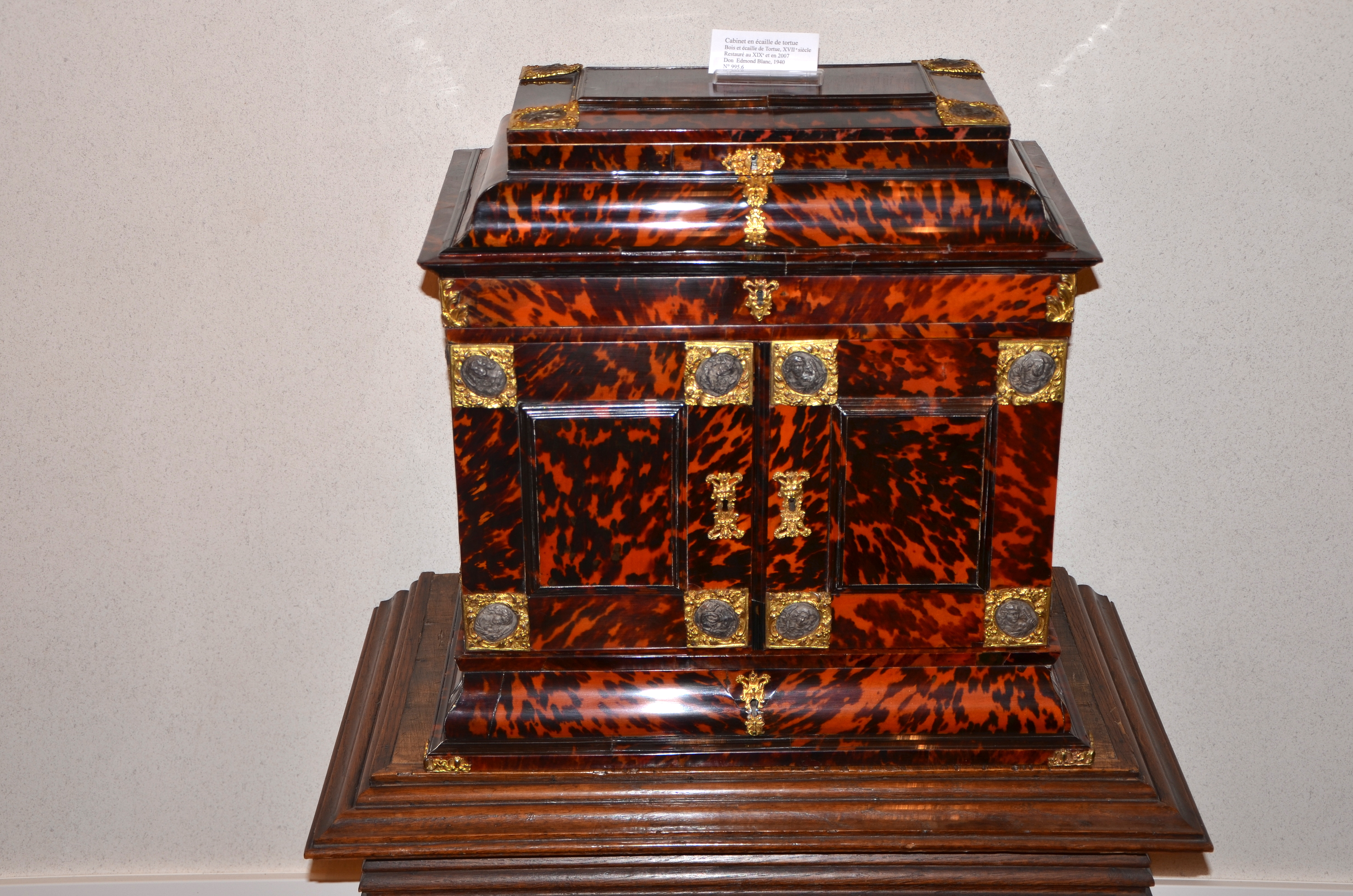
Cabinet du XVIIe siècle.
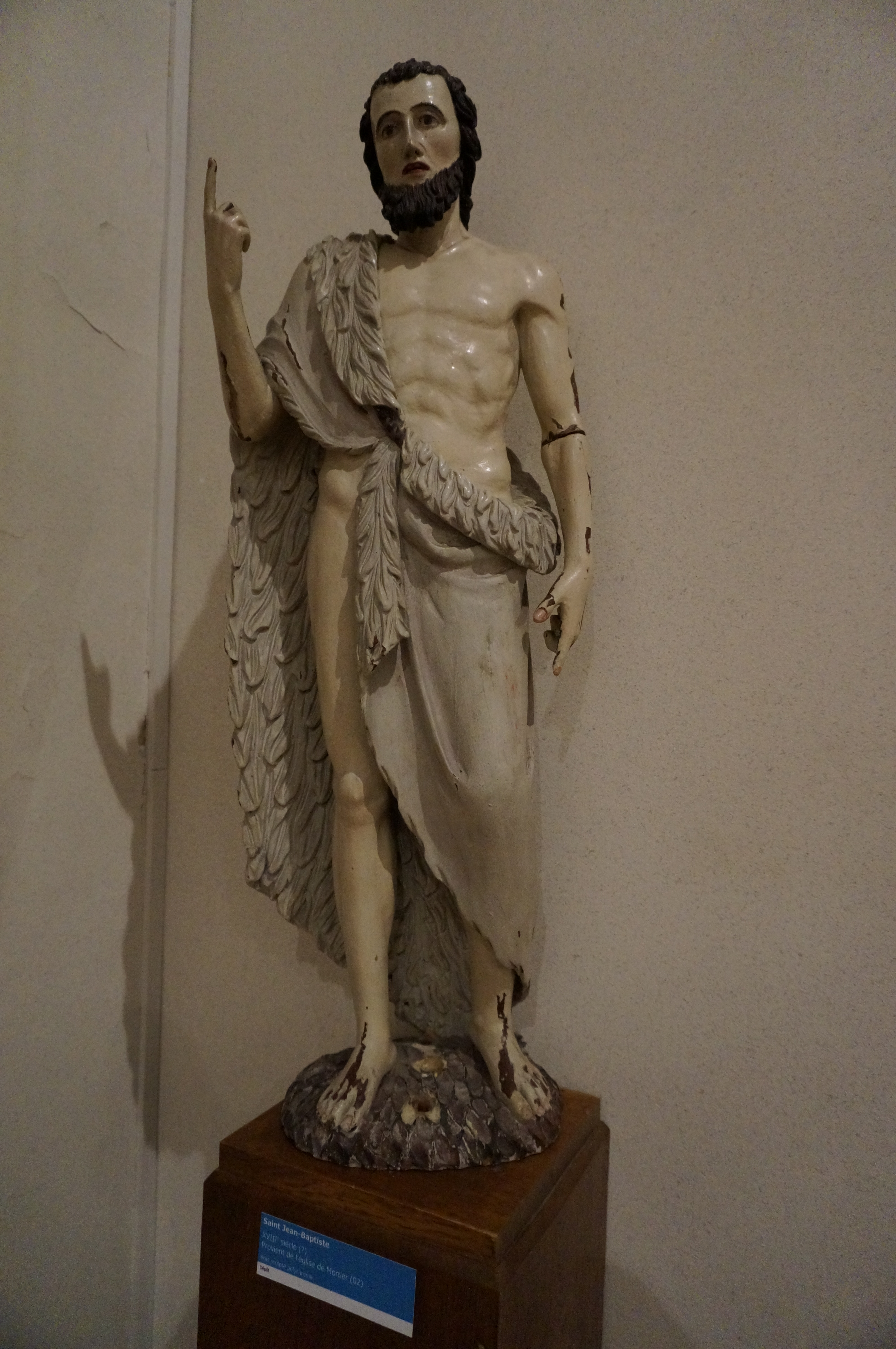
Saint Jean-Baptiste, XVIIIe siècle ?, statue de provenant de l'église du Mortier.
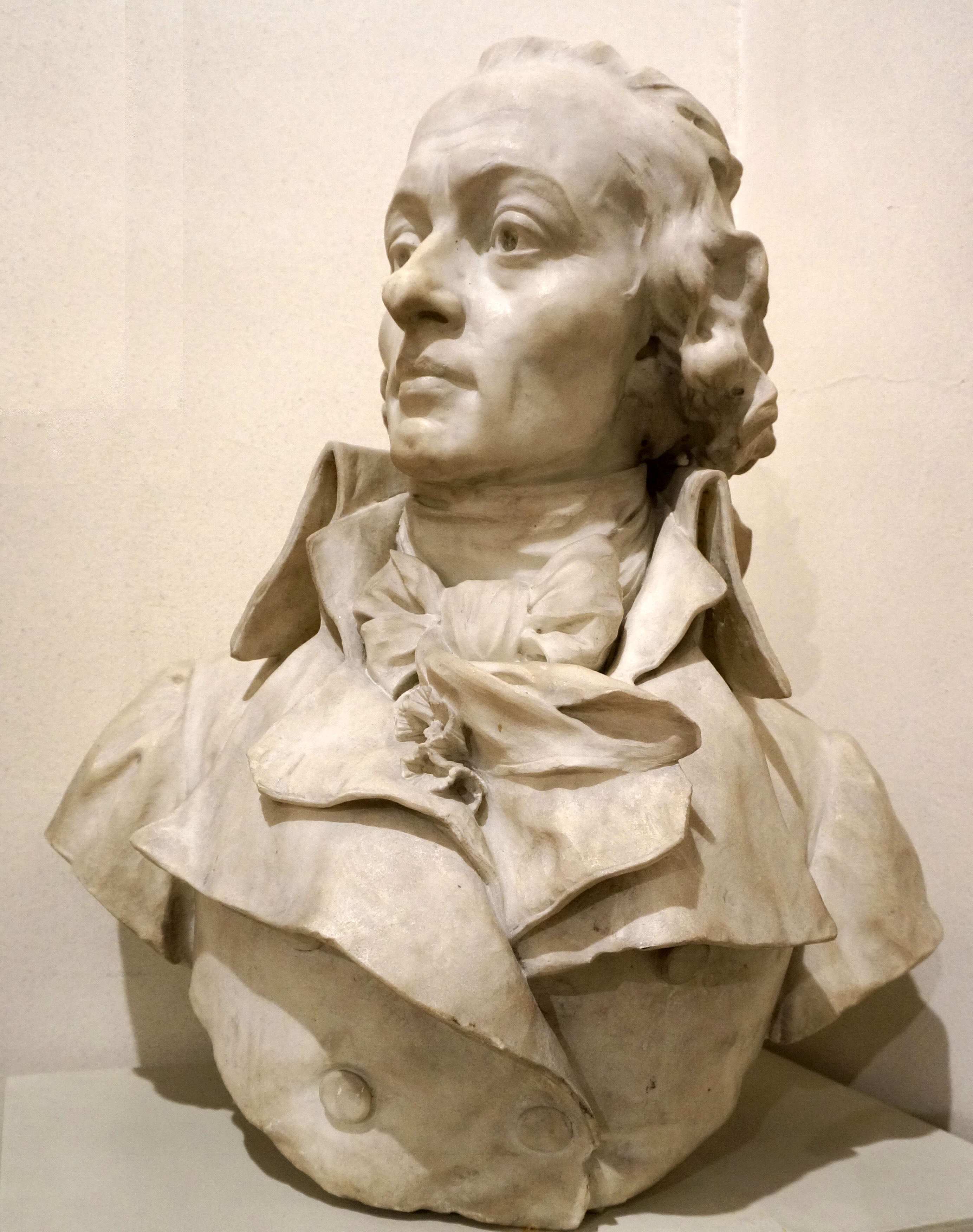
Amédée Doublemard, Marie Jean François Philibert Lecarlier d'Ardon, premier maire de Laon.
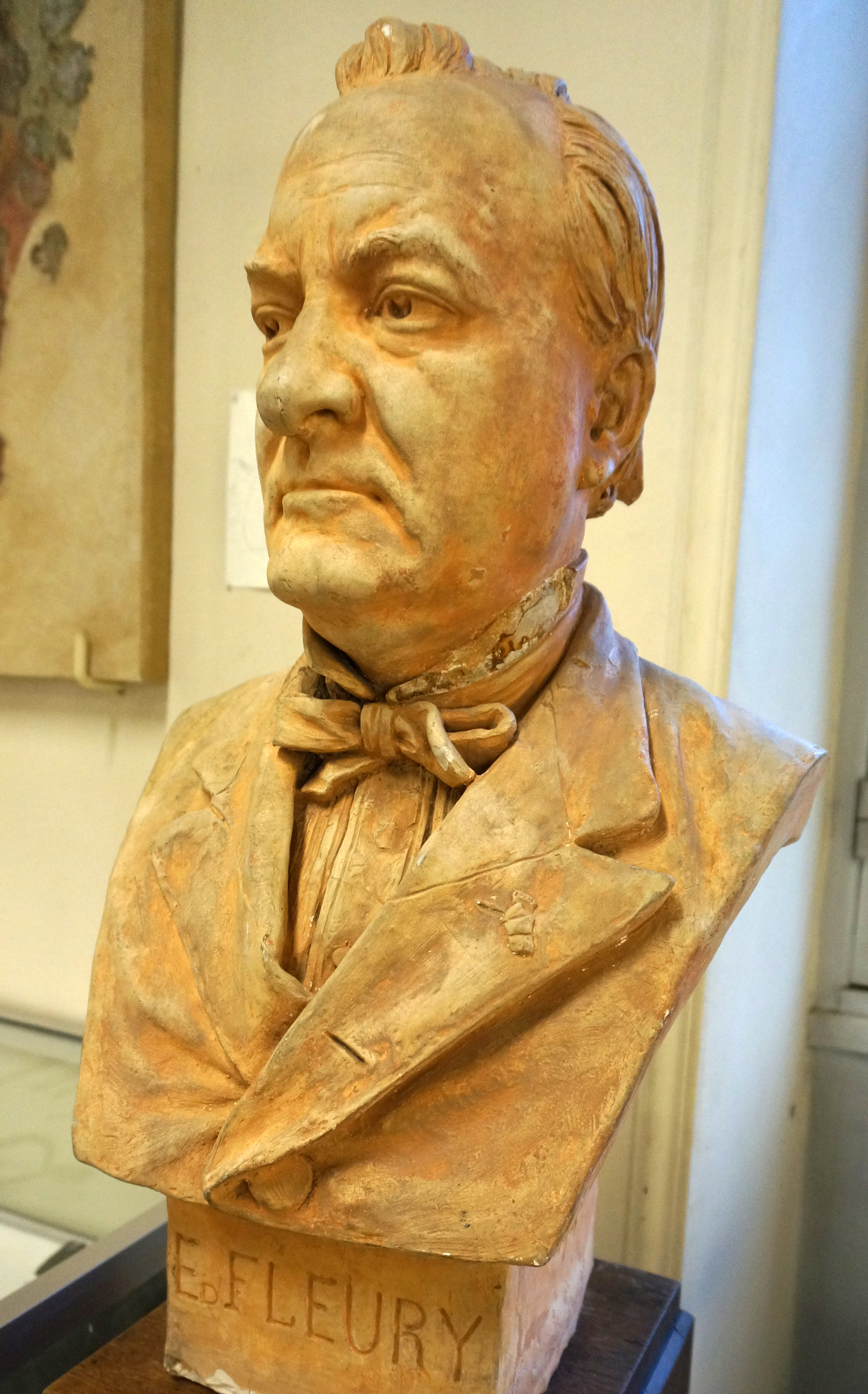
École française du XIXe siècle, Buste d'Édouard Fleury.